# Bob Millikan
Robert C. Millikan (ca. 1946) is een Amerikaanse jazz-trompettist en bugelist.
Millikan speelde vanaf zijn zesde kornet. Zijn professionele loopbaan begon toen hij op zijn twaalfde ging spelen bij de Indianapolis Symphony Band. Na highschool toerde hij met de band van Warren Covington. Hierna studeerde hij in New York, waar hij tevens speelde in allerlei bigbands, in Broadway-shows en nachtclubs. Ook deed hij werk voor de televisie. Hij begeleidde onder meer Ella Fitzgerald, Peggy Lee en Billy Eckstein en werkte samen met Quincy Jones. Millikan speelde mee op talloze opnames, van onder meer Clark Terry, Gerry Mulligan, Diana Ross, Chick Corea, Grover Washington jr., Deodato, de bigband van Bob Mintzer, Loren Schoenberg Jazz Orchestra, Jimmy Heath, George Gruntz, Tom Chapin, Buddy Rich, Paquito d'Rivera, DMP Big Band, Ken Peplowski, Helen Merrill, Barbara Cook, Steve Tyrell, The Spinners, Tori Amos, Tony Bennett en David Liebman. Hij was lid van het American Jazz Orchestra. Op dit moment speelt hij onder meer in de Sultans of Swing van David Berger.